# Schidax evulsa
Schidax evulsa är en fjärilsart som beskrevs av Felder och Alois Friedrich Rogenhofer 1875. Schidax evulsa ingår i släktet Schidax och familjen Uraniidae. Inga underarter finns listade.